# Kohout (Javorník)
Kohout, bis 1949 Hamberk (deutsch Hahnberg) ist ein erloschenes Dorf und eine Grundsiedlungseinheit der Stadt Javorník in Tschechien. Es liegt knapp drei Kilometer nordöstlich von Javorník an der polnischen Grenze und gehört zum Okres Jeseník. Die von den Einheimischen Hamberk genannte Wüstung war die älteste nach dem Zweiten Weltkrieg erloschene Ansiedlung im Okres Jeseník.

## Geographie
Kohout befindet sich linksseitig über dem Bach Červenka (Rothwasser) auf dem Hügel Kohoutí vrch (Hahnberg; 268 m n.m.) in der Vidnavská nížina (Weidenauer Senke). Die Staatsgrenze zu Polen verläuft nördlich und östlich – etwa einen Kilometer entfernt. Im Norden fließt der Bílý potok/Szronka (Weißbach bzw. Fuchwinkler Wasser). Gegen Südwesten erhebt sich der Písečník (Sandberg; 280 m n.m.).
Nachbarorte sind Lisie Kąty (Fuchswinkel) im Norden, Ujeździec (Geseß) im Nordosten, Dziewiętlice (Heinersdorf) im Osten, Ves Javorník (Dorf Jauernig) im Süden, Město Javorník (Stadt Jauernig) im Südwesten, Bílý Potok (Weißbach) im Westen sowie Gościce (Gostitz) im Nordwesten.

## Geschichte
Es wird angenommen, dass zur Zeit der Gründung von Weißbach im 13. Jahrhundert auf dem bewaldeten Hügel ein kleiner Hof mit drei Huben Ackerland entstand, der nach seiner Lage benannt wurde. Der Hof und die kleine Siedlung Hainberg wurden in der Mitte des 14. Jahrhunderts als Besitz des Johann von Bockenberg (Jan z Bokinberka), der als Gründer der Siedlung angesehen wird, erstmals erwähnt. Die Besitzer des Gutes, das in mittelalterlichen Urkunden stets unter dem Namen Hainberg zu finden ist, wechselten häufig. Im Laufe der Zeit wandelte sich dann die Schreibweise nach dem gesprochenen Wort in Hanberg, Hanberk, Hannberg und schließlich Hahnberg.
Zu Beginn des 15. Jahrhunderts wurde das Gut Hahnberg mit der Scholtisei Weißbach sowie dem zugehörigen Vorwerk Fuchswinkel vereinigt. In der nachfolgenden Zeit erfolgten mehrere Abtrennungen und erneute Zusammenlegungen mit der seit dem 16. Jahrhundert den Rittergütern gleichgestellten Scholtisei Weißbach. Während des Dreißigjährigen Krieges wurden beide Güter wieder fusioniert; im Jahre 1649 ist Johann Metinger als Besitzer von Hahnberg und Weißbach nachweislich. Nachfolgende Besitzer der vereinigten Güter Weißbach und Hahnberg mit Sitz auf Schloss Fuchswinkel, waren ab 1669 Philipp Richter von Hartenberg, ab 1698 Franz Ludwig Hantke von Lilienfeld und ab 1725 Balthasar von Rothkirch. 1733 wurde das Gut Hahnberg steuerlich den Rustikalgründen gleichgestellt.
Im Zuge der Teilung Schlesiens von 1742 verblieb Hahnberg – wie auch Weißbach – bei Österreich; die Grenze zu Preußen wurde nördlich und östlich des Dorfes gezogen. Damit wurde das Gut Hahnberg vom Herrschaftssitz Fuchswinkel, der nun in Preußen lag, abgetrennt. Der neue Besitzer, Lorenz von Gilgenheimb, ließ nach 1749 sowohl die Scholtisei Hahnberg als auch den Herrenhof Weißbach zu Schlössern umbauen. Ab 1775 gehörte das Gut Hahnberg den Herren von Stillfried und ab 1788 Friedrich Ernst von Manstein. Das landtäflige Gut unterstand der Jurisdiktion des fürstbischöflichen Landesrechts zu Johannisberg. Zum Ende des 18. Jahrhunderts gelangte das Gut an bürgerliche Besitzer; ab 1792 gehörte es Nikodem Gellrich, ab 1796 dem Mährisch Schönberger Bürger und Rotgerber Joseph Dittrich, ab 1800 Johann Kaspar Göbel und dessen Söhnen, die es 1817 an den Handelsmann Joseph Steidler aus Jauernig veräußerten.
Um 1800 standen in Hanberg 23 Häuser, in denen 131 Personen lebten. Besitzer des Gutes mit der angeschlossenen rittermäßigen Scholtisei Weißbach war zu dieser Zeit Joseph Dietrich. Im Jahre 1836 umfasste das an der preußischen Grenze gelegene rittermäßige Gut Hanberg eine Nutzfläche von 249½  Joch Rustikalland; davon 80 Joch Äcker, 38 Joch Wiesen, 28 Joch Hutweiden und 25 Joch Wälder. 171 Joch gehörten zur Gutsherrschaft, die übrigen den Untertanen. Zum Gut gehörte lediglich das gleichnamige Dorf mit 29  Häusern, in denen 212 deutschsprachige Einwohner lebten. Die Häuser des Dorfes zogen sich in zwei Reihen über den gleichnamigen Hügel. Die Bewohner – zumeist Häusler und Inleute – ernährten sich notdürftig von geringem Feldbau, bei dem nur Korn und Hafer gedieh, und Tagelohn; der Grenzschmuggel spielte keine unbedeutende Rolle. Im Besitz der Gutsherrschaft standen ein Wohnhaus, eine Branntweinbrennerei, ein Bräuhaus und das Wirtschaftsamt. Die Gutsherrschaft besorgte über das Wirtschaftsamt nur die politischen Angelegenheiten, die Rechtspflege war an den Jauerniger Magistrat delegiert, die peinliche Gerichtsbarkeit hielt das Kriminalgericht in Johannisberg. Pfarrort war Johannisberg, der Schulort Weißbach. Anton von Wyschetzky, der das Gut 1838 von Joseph Steidler erworben hatte, verkaufte es 1841 an den Gräfenberger „Wasserdoktor“ Vincenz Prießnitz, der in Hahnberg eine Dampfmühle anlegte. Bis zur Mitte des 19. Jahrhunderts blieb Hahnberg ein landtäfliges Gut.
Nach der Aufhebung der Patrimonialherrschaften bildete Hahnberg ab 1849 einen Ortsteil der Gemeinde Weißbach / Bílý Potok im Gerichtsbezirk Jauernig. Ab 1869 gehörte das Dorf zum Bezirk Freiwaldau. Zu dieser Zeit lebten 177 Personen in den 28 Häusern von Hahnberg. Der tschechische Name Hamberk wurde in den 1870er Jahren eingeführt. Im Jahre 1900 hatte Hahnberg 113 Einwohner, 1910 waren es 143. Prießnitz Nachfahren veräußerten das Gut Hahnberg 1920 an Erich Lundwall, einen Sohn des Troppauer Baumeisters Julius Lundwall. Beim Zensus von 1921 lebten in den 27 Häusern von Hahnberg 123 Personen, darunter 111 Deutsche und ein Tscheche. 1930 hatte Hahnberg 99 Einwohner und bestand aus 24 Häusern. Nach dem Münchner Abkommen wurde das Dorf 1938 dem Deutschen Reich zugesprochen und gehörte bis 1945 zum Landkreis Freiwaldau. Nach dem Ende des Zweiten Weltkrieges kam Hamberk zur Tschechoslowakei zurück; die deutschsprachigen Bewohner wurden 1945/46 vertrieben. Die Wiederbesiedlung erfolgte nur in geringem Umfang; angesiedelt wurden deshalb auch griechische Bürgerkriegsflüchtlinge. 1949 erfolgte die Umbenennung in Kohout. Im Jahre 1950 lebten nur noch 30 Personen in Kohout, die Häuserzahl war auf 16 gesunken. In den 1950 verlor Kohout seinen Status als Ortsteil von Bílý Potok. Bei der Gebietsreform von 1960 wurde der Okres Jeseník aufgehoben und das Dorf in den Okres Šumperk eingegliedert. Die verlassenen Häuser wurden als Baumaterial abgebrochen oder fielen ein. Angeblich soll danach eine weitere Umbenennung in Chlum erfolgt sein. Im Jahre 1965 wurde Kohout gänzlich aus der Ortsliste gestrichen.
Den Gutshof nutzten verschiedene Landwirtschaftsbetriebe; seit den 1970er Jahren dient er nur noch als Dreschtenne. Das Schloss und die große Ausspanne wurden dagegen dem Verfall überlassen. Nachdem 1970 der letzte Grieche in seine Heimat zurückgezogen war, zog die Familie Alois Zappe in dessen Haus, das zugleich das einzige noch bewohnte war. Zum 1. Januar 1976 wurde Kohout zusammen mit Bílý Potok in die Stadt Javorník eingemeindet. Seit 1996 gehört Kohout wieder zum Okres Jeseník. Beim Zensus von 2001 lebten in dem einzigen Wohnhaus des erloschenen Dorfes zwei Personen. 2011 bestand Kohout wiederum aus einem Wohnhaus und war unbewohnt.

## Ortsgliederung
Die Grundsiedlungseinheit Kohout ist Bestandteil des Ortsteils Bílý Potok der Stadt Javorník und auch Teil des Katastralbezirks Bílý Potok.

## Sehenswürdigkeiten
- Kapelle „Unserer lieben Frau von der immerwährenden Hilfe“, erbaut 1881–1882. Nach der Samtenen Revolution 1989 beschäftigten sich mehrere Kommissionen mit der Rettung des einsturzgefährdeten Bauwerkes, dafür benötigte Fördermittel erhielt die Stadt jedoch nicht. Die Kapelle befindet sich seit 2017 in Privatbesitz und soll wiederaufgebaut werden. Das darum gewachsene Gebüsch wurde abgehauen.[7]
- Ruine des Schlosses Hamberk, errichtet nach 1749 für Lorenz von Gilgenheimb an der Nordseite des Hofes.